# Ventilago fasciculiflora
Ventilago fasciculiflora är en brakvedsväxtart som beskrevs av Elmer Drew Merrill. Ventilago fasciculiflora ingår i släktet Ventilago och familjen brakvedsväxter. Inga underarter finns listade i Catalogue of Life.